# Úsuší
Úsuší (en allemand : Ausoschi) est une commune du district de Brno-Campagne, dans la région de Moravie-du-Sud, en République tchèque. Sa population s'élevait à 132 habitants en 2020.

## Géographie
Úsuší se trouve à 6 km à l'ouest-sud-ouest de Tišnov, à 24 km au nord-ouest de Brno et à 161 km au sud-est de Prague.
La commune est limitée par Dolní Loučky au nord, par Nelepeč-Žernůvka et Vohančice à l'est, par Tišnov au sud, et par Deblín à l'ouest.

## Histoire
La première mention de la localité date de 1485.